# رحيل ينايت بن زيفي
رحيل ينايت بن زيفي (بالعبرية: רחל ינאית בן-צבי) كانت كاتبة ومؤلفة إسرائيلية، وزوجة الرئيس الإسرائيلي إسحاق بن تسفي.